# Chloridolum balfouri
Chloridolum balfouri là một loài bọ cánh cứng trong họ Cerambycidae.